# Canon AV-1

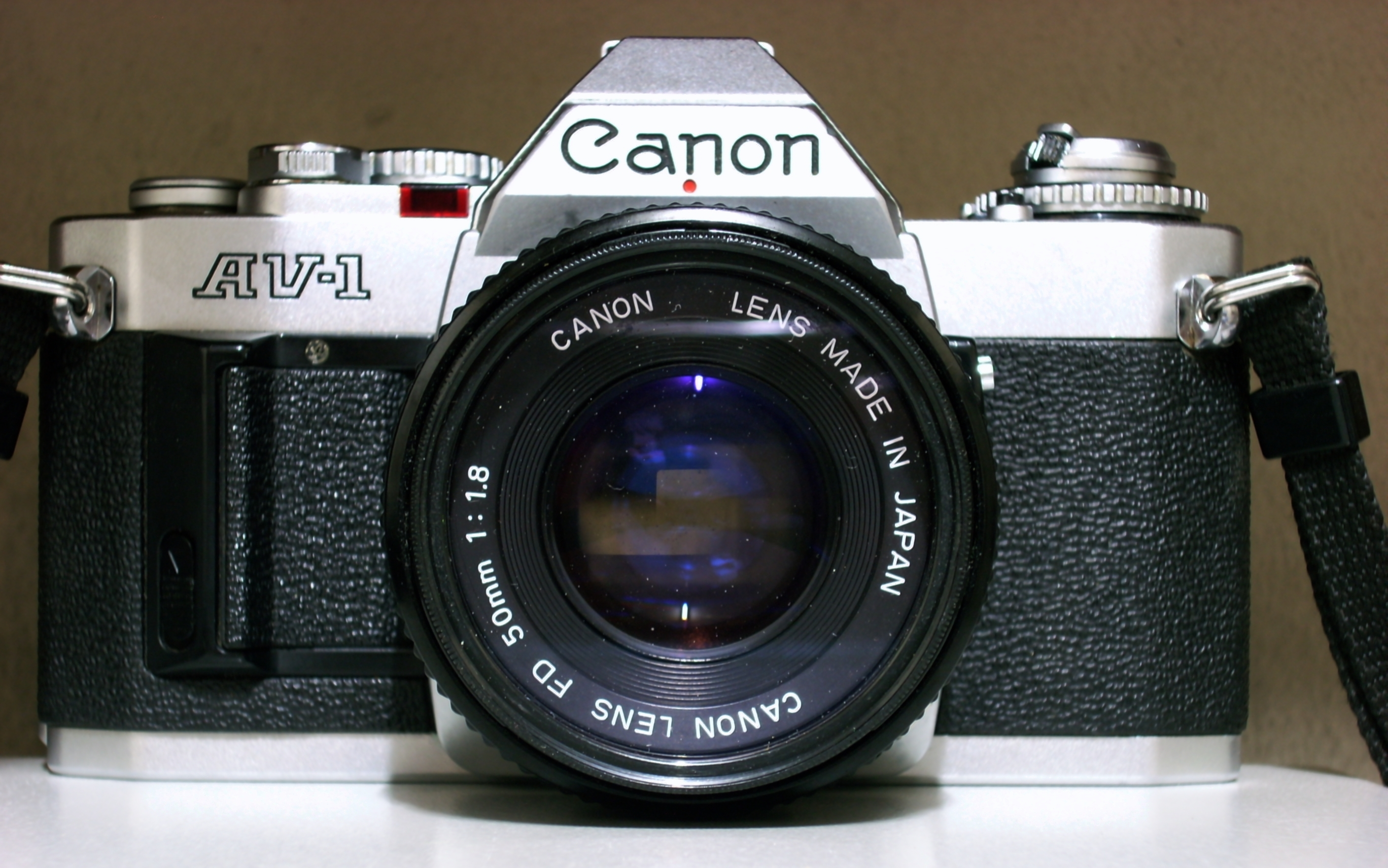
Canon AV-1 vista frontal.

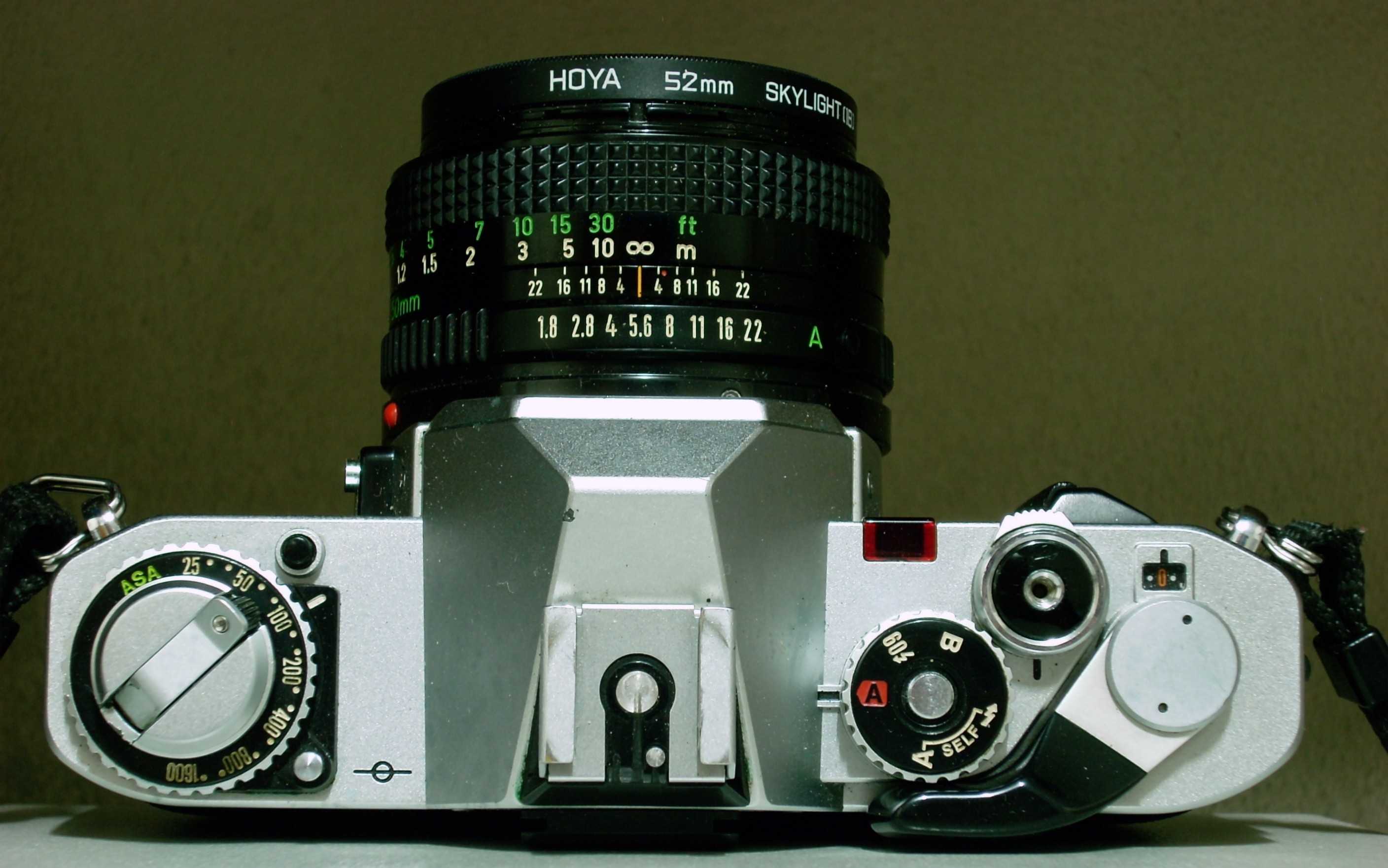
Canon AV-1 vista superior.

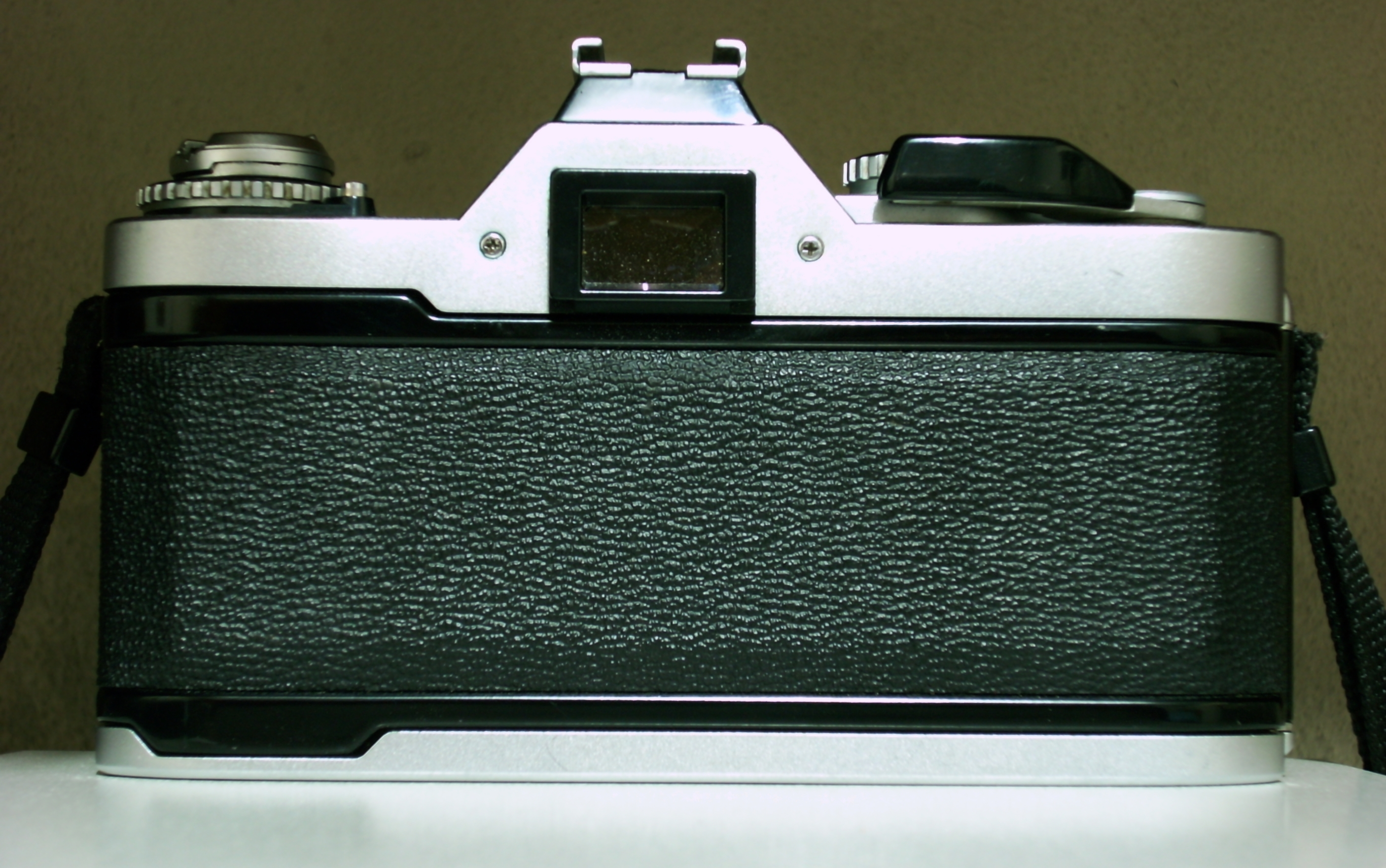
Canon AV-1 vista trasera.

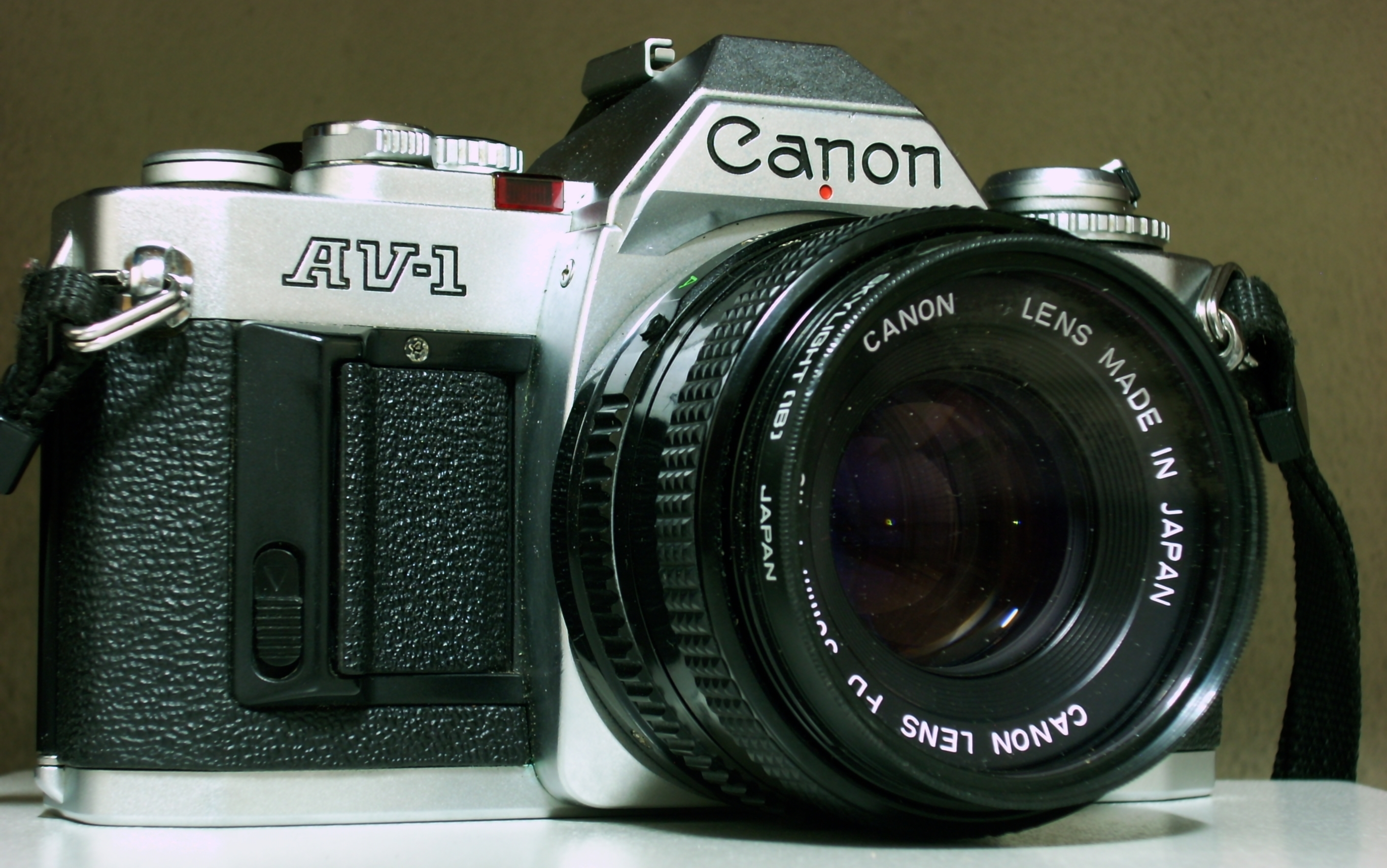
Canon AV-1 vista perfil, nótese que el botón de apertura de la tapa de la pila está integrado a un grip inusual para la época.

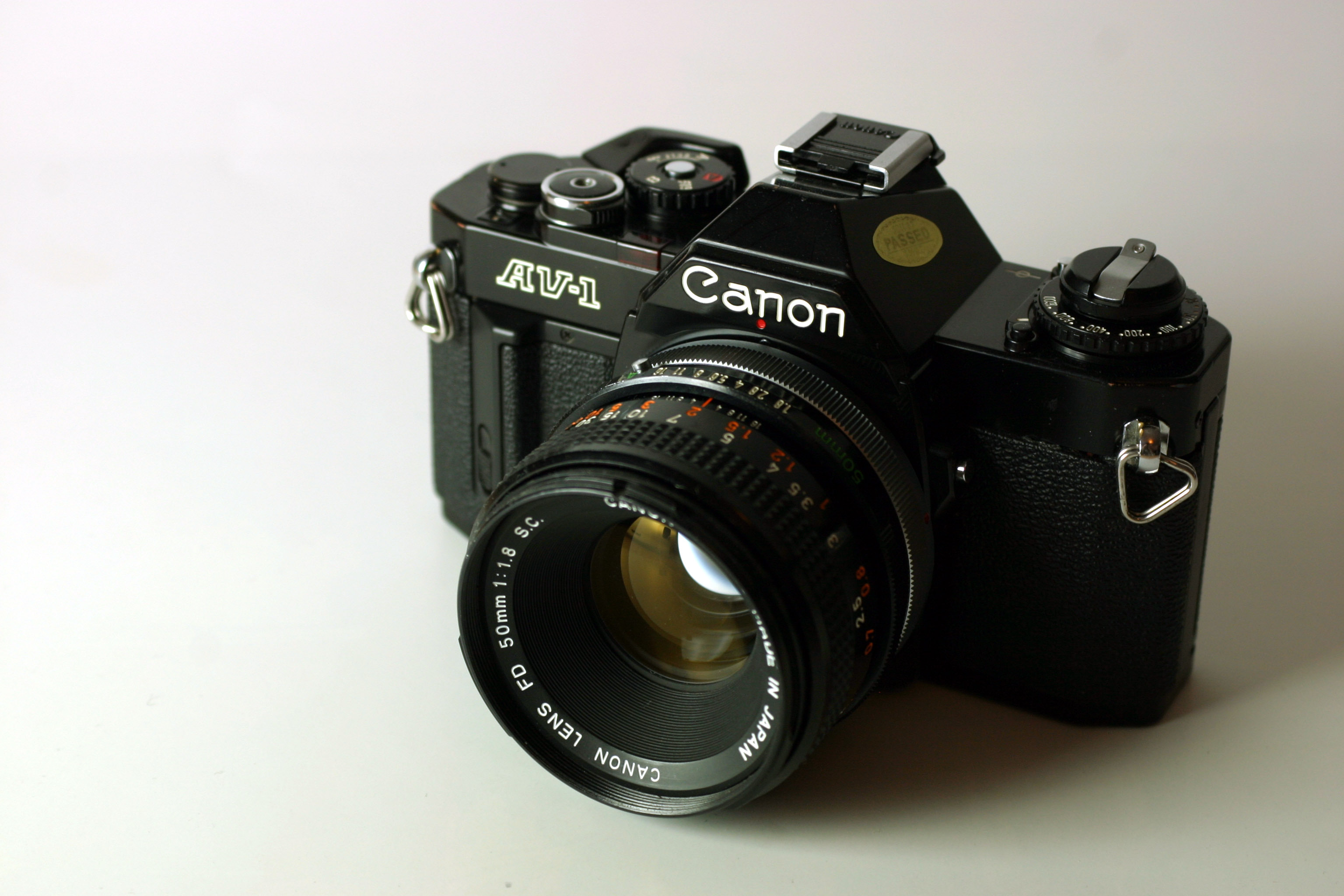
Canon AV-1 negra.

La Canon AV-1 de es una cámara fotográfica reflex de 35 mm de un solo lente de foco manual con montura Canon FD comercializada a partir de 1979 que formó parte de la llamada serie A de cámaras Canon. La AV-1 es muy similar a la Canon AE-1 de 1976, pero con exposición automática con prioridad a la apertura en lugar de prioridad a la velocidad como la AE-1. La cámara no es capaz de exposición totalmente manual. Los distribuidores internacionales de Canon, sobre todo en los Estados Unidos, habían clamado por una cámara como esta, porque las marcas competidoras ofrecen en su mayoría cámaras con prioridad a la apertura y algunos fotógrafos preferían este modo. La parte "AV" del nombre, hace referencia al tipo de exposición automática, "AV" (por "aperture value") que es una abreviatura común en inglés para la prioridad de apertura.
Cuando apareció esta cámara, se introdujo una nueva gama de objetivos Canon FD, con montura instantánea de la lente. Esta montura fue llamada FD nueva y acabó con el viejo tipo de anillo cromado de montura que era difícil de usar y se necesitaba de ambas manos. La nueva montura es más fácil porque simplemente el usuario alinea el punto rojo de referencia de la lente, con el punto rojo en la cámara y simplemente gira todo el objetivo hacia la derecha hasta que se hace clic en su lugar y traba.

## Características
La cámara tiene visor reflex con tres telémetros: imagen partida horizontal, rodeando de un anillo de microprismas y freshnel en todo el resto del campo, un fotómetro TTL con medición promediada en todo el campo pero con énfasis en el centro, obturador de plano focal de cortina de desplazamiento horizontal, que puede obturar desde 2 segundos hasta 1/1000, también bulbo (que puede operarse desde el botón disparador o desde un cable disparador atornillado a la rosca en el centro del botón disparador), contador de exposiciones, sincroniza con el flash a 1/60, zapata hot para flash, permite regular la sensibilidad de la película desde ASA 25 hasta 1600, tiene autodisparador con luz y sonido, posee botón de compensación de exposición a contraluz de 1 1/2 diafragmas más, marca de posición del plano focal, rosca para trípode, es completamente no operable sin su pila 4LR44 de 6V y tiene botón de test de la pila. Hay una versión plateada (la más frecuente) y una negra. El objetivo provisto de serie era el Canon FD 50mm 1:1.8.

## Accesorios
La serie A de cámaras Canon ofrecía un muy amplia gama de accesorios, entre ellos: más de 50 objetivos desde 7,5mm hasta 1200mm, flashes automáticos no TTL, motor, respaldo fechador, fuelle para macro, visor angular, cápsula marina, etc.